# Вперёд (газета, Киев)
Вперёд — нелегальная газета, основанная социал-демократической группой «Рабочее дело» в Киеве. В 1897—1901 годах вышло 10 номеров (№ 1 датирован 8 декабря 1896, фактически вышел 19 (7 января 1897). С марта 1897 года — орган киевского «Союза борьбы за освобождение рабочего класса» (№ 3-4), с 1898 года — Киевского комитета РСДРП. Среди организаторов и редакторов газеты — М. Урицкий, М. Гурский, К. Василенко, Д. Логвинский. Большевики обвиняли редакцию газеты в экономизме, уходе от политической платформы газеты «Искра». После разгрома типографии и ареста руководства комитета газета прекратила своё существование.